# Université Saint-Clément d'Ohrid de Bitola
L’Université Saint-Clément d'Ohrid de Bitola (macédonien : Универзитет „Св. Климент Охридски“ - Битола) est une université de la Macédoine du Nord dont le siège se trouve à Bitola. Elle porte depuis 1994 le nom de saint Clément d'Ohrid, possible inventeur de l'alphabet cyrillique et originaire de la ville voisine d'Ohrid. Elle compte plus de 15 000 étudiants, répartis sur les campus de Bitola, Ohrid et Prilep. Elle a été fondée en 1979.

## Départements et facultés
L'université est divisée en 6 facultés, un collège, une académie et en 3 instituts de recherche. Il y a des facultés de droit, d'administration, de tourisme, de biotechnologie, d'économie, de pédagogie et de technologie, un collège de médecine, une académie de police et des instituts de culture du tabac, d'hydro-biologie et de recherche en slavistique.